# Nolana lycioides
Nolana lycioides es una de las 89 especies del género Nolana, familia de las solanáceas (Solanaceae) presentes en Perú y Chile. Esta especie es endémica del extremo sur de Perú y su distribución es reducida a los departamentos de Moquegua y Tacna, así como en el borde costero del norte de Chile, en las regiones de Tarapacá y Antofagasta.

## Descripción
Nolana lycioides es un arbusto perenne de forma globosa y decumbente, rígidamente ramificado que forma manchones, algo leñosa en su base y en los extremos de sus ramas, delgada. Las ramas pueden tener una longitud de 2 a 6 cm, la distancia entre dos internodos varía entre 1 y 5 mm, es densamente pilosa y áspera. 
Presenta hojas planas o casi planas, espatuladas, glandulares con la punta redondeada, una longitud de entre 5 y 9 mm y un ancho que va de 0,5 a 0,9 mm, cubierta de filamentos pilosos.
Se caracteriza por tener abundancia de flores pequeñas (de 18 a 20 mm de diámetro), ubicadas en el extremo de sus ramas, su cáliz, de forma cilíndrico-acampanado, presenta cinco lóbulos suculentos y pilosos de 4 mm. Su flor esgamopétala, con una corola de cinco pétalos unidos con forma de campana, normalmente es de color de color azul y liliáceo. La parte interior de la flor o garganta es vellosa en el tubo y del mismo color que la corola. El tubo de la corola es de 8 a 10 mm de largo y menos de 1 mm de ancho, mientras que el que se ensancha en la corola de forma repentina, de 10 a 12 mm.
Posee 5 estambres de tamaños desiguales, lineales, glabros con anteras de color blanco o amarillo pálido. Sus frutos se componen de cinco a ocho piezas de nueces dispuestas en fila.
Crece en sectores costeros muy cerca del mar, en suelos pedregosos o rocosos, así como en quebradas donde es común la neblina costera. Tolera alta radiación solar en terrenos planos expuestos hacia el norte. Se desarrolla en alturas que van de 0 a 500 metros sobre el nivel del mar, en quebradas interiores con influencia de la camanchaca, aunque también puede generarse en alturas de hasta 2.000 metros. Esta especie necesita elevada humedad, presencia de neblinas costeras o de camanchaca; no resiste heladas y habita en un clima de rusticidad USDA equivalente a zonas 10 y 11.

## Nombres vernáculos
Esta especie es conocida como 'suspiro', al igual que otras especies del género; en Perú también se le conoce como 'nolana' o 'Chaves'.  

## Importancia
Esta especie es importante al ser endémica de la región, lo que significa que de manera natural no puede ser encontrada en ninguna otra parte del mundo. También es apreciada por su valor ornamental.

## Amenazas
Una de las principales amenazas de esta especie la constituyen factores antrópicos como la urbanización, ocupación del borde costero, el turismo y la colecta de flores.